# Hôtel Thouret
L'hôtel Thouret est un hôtel particulier situé boulevard Bourdon à Neuilly-sur-Seine.

## Historique

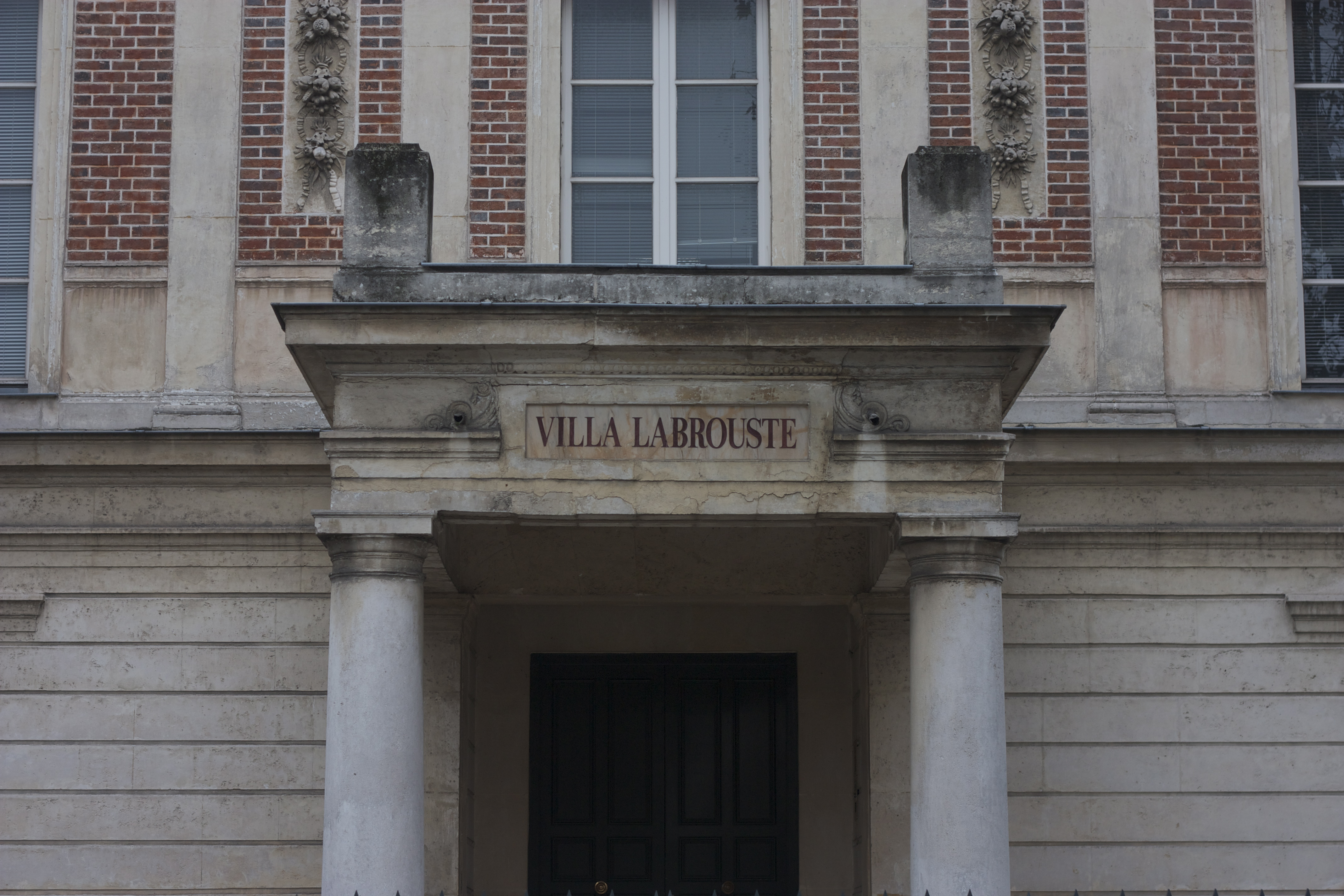
Entrée de l'hôtel Thouret en 2011.

Cette villa est construite en 1860 pour François-Armand Thouret (1813-1889), qui fut inspecteur de Henri Labrouste sur le chantier. Thouret était rentier et demeurait rue Vivienne à Paris.
La façade et la toiture sur rue de l'hôtel sont inscrites au titre des monuments historiques par arrêté du 25 mai 1976.

## Description
De style néoclassique, la villa compte un rez-de-chaussée, un étage noble et un étage d'attique.